# Isla Avian
La Isla Avian o islote Bories es una isla de 1200 m, unas 0,7 millas, de largo y 40 metros de alto, situada cerca del extremo sur de la isla Adelaida, en la Antártida. Fue descubierta por la Tercera Expedición Antártica Francesa, entre 1908 y 1910, bajo el mando de Jean-Baptiste Charcot, y fue visitada en 1948 por el Falkland Islands Dependencies Survey, que le dio su nombre actual debido a la gran cantidad y variedad de aves que se encuentran allí.

## Aves
BirdLife International ha identificado a la isla como un área importante para la conservación de aves debido a que contiene una gran colonia de cría de pingüinos adelaida (35 000 parejas), así como de cormoranes imperiales (670 parejas), skúas polares del sur (880 parejas), petreles gigantes antárticos (250 parejas), gaviotas dominicanas y petreles de Wilson. También posee el registro más austral de cría de skúas pardas. La isla está protegida como Zona Antártica Especialmente Protegida (ZAEP) n.° .117 por su destacada importancia ornitológica.

## Reclamaciones territoriales
Argentina incluye a la isla en el departamento Antártida Argentina dentro de la provincia de Tierra del Fuego, Antártida e Islas del Atlántico Sur; para Chile forma parte de la comuna Antártica de la provincia Antártica Chilena dentro de la Región de Magallanes y de la Antártica Chilena; y para el Reino Unido integra el Territorio Antártico Británico. Las tres reclamaciones están sujetas a las disposiciones del Tratado Antártico.
Nomenclatura de los países reclamantes:
- Argentina: ninguna
- Chile: islote Bories[3]
- Reino Unido: Eagle Island[4]